# Potosi (Missouri)
Potosi település az Amerikai Egyesült Államok Missouri államában, Washington megyében, melynek megyeszékhelye is. Lakosainak száma 2538 fő (2020. április 1.).

## Népesség
A település népességének változása:
| Lakosok száma | 2660 | 2643 | 2538 |
|               | 2010 | 2016 | 2020 |